# Ducula shutleri
Ducula shutleri (пінон тонганський) — вимерлий вид голубоподібних птахів родини голубових (Columbidae). Був описаний у 2019 році за викопними рештками, знайденими на островах Вавау в Тонзі